# Avloppsvatten

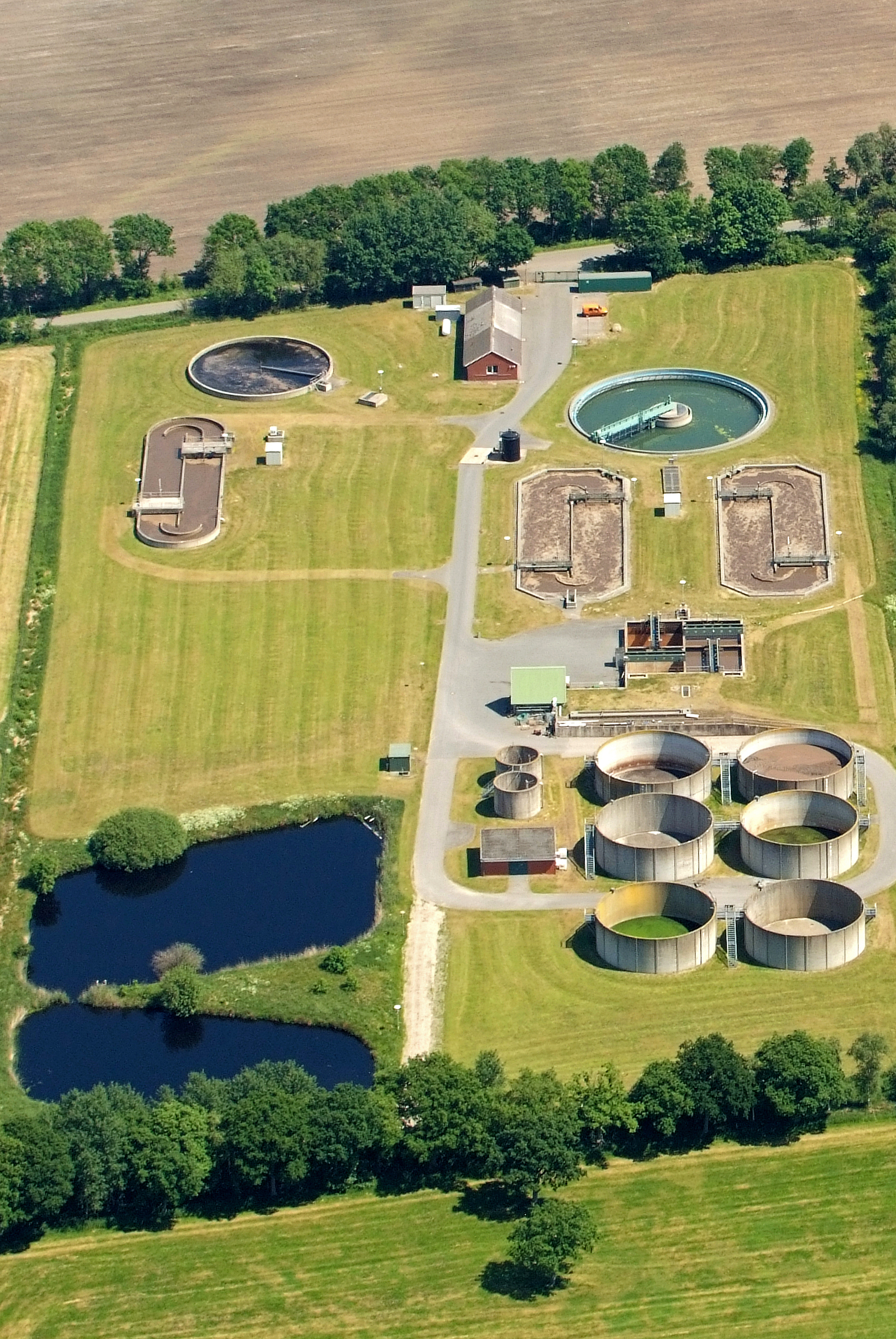
En reningsanläggning för avloppsvatten i Cuxhaven, Tyskland.

Avloppsvatten, vätskeformigt avfall som samlas upp från hushåll, industrier och annan mänsklig verksamhet. Avloppsvattnet distribueras med hjälp av avloppsledningar, diken och kloaker tills det släpps ut i något vattendrag, sjö eller hav. 
Avloppsvatten från hushåll och industrier kallas i tekniska sammanhang spillvatten. Spillvatten innehåller föroreningar och smittämnen som om avloppsvattnet inte renas i ett reningsverk innan det släpps ut kommer ut i miljön. Sådant orenat avloppsvatten påverkar både natur och människor negativt genom att hälso- och miljöfarliga ämnen och kemikalier, ämnen som bidrar till övergödning och bakterier som orsakar sjukdomar, släpps ut och sprids.

## Sverige
Juridiskt är avloppsvatten i Sverige ett samlingsnamn för spillvatten, dagvatten och kylvatten samt vatten från begravningsplats (SFS 1998).
Utsläpp av avloppsvatten är definierat som miljöfarlig verksamhet i miljöbalken. I balkens mening är avloppsvatten;
1. Spillvatten eller annan flytande orenlighet
2. Vatten som använts för kylning
3. Vatten som avleds för sådan avvattning av mark inom detaljplan som inte görs för en viss eller vissa fastigheters räkning (dagvatten)
4. Vatten som avleds för avvattning av en begravningsplats.

Spillvatten och annan flytande orenhet omfattar bland annat avloppsvatten från hushåll och industrier och lakvatten från deponier. 
Med vatten som använts för kylning avses alla slags kylvatten, exempelvis kylvatten från kylning vid en industriprocess och vatten som används för att kyla ett värmesystem.
Formuleringen vatten som avleds för sådan avvattning av mark inom detaljplan som inte görs för en viss eller vissa fastigheters räkning har ibland vållat tolkningssvårigheter, men har ansetts täcka merparten av allt dagvatten och dränvatten som avleds inom ett detaljplanlagt område. Att avledandet inte bara får gälla för en viss eller vissa fastigheter skall (enligt proposition 2005/06:78) förstås så att det inte innefattar enstaka fastighetsägare som genom särskild ledning avleder dag- och dränvatten enbart för sina fastigheter.
Vid dimensionering av avloppsledningar används i Sverige, Svenskt Vattens publikation P90.
Renat avloppsvatten som inte har dricksvattenkvalitet enligt Livsmedelsverket kan användas av exempelvis räddningstjänsten vid släckning av bränder. Sådant återvunnet avloppsvatten kallas ofta tekniskt vatten.